# Secretaria
A secretaria de uma organização é o departamento que cumpre as suas funções de secretário-geral ou de administração central. O termo está especialmente associado a governos e organizações intergovernamentais como as Nações Unidas, embora algumas organizações não governamentais (por exemplo, a Organização Internacional de Padronização) também se refiram ao seu departamento administrativo como sua secretaria. O prédio ou complexo de escritórios que abriga esse departamento também pode ser referido como sua secretaria ou prédio da secretaria.
Em alguns casos, a secretaria não é um órgão burocrático, mas aquele que inclui uma certa organização dirigida por todos os seus membros que ajudam coletivamente a organizar o grupo maior, como a secretaria da Internacional das Federações Anarquistas, que é um escritório rotativo irregularmente entre suas federações membros.
O Zhongshu Sheng foi um departamento na estrutura dos Três Departamentos e Seis Ministérios na história da China.